# トラディショナル・ポップ
トラディショナル・ポップ（英語: Traditional pop）とは、ロックンロール登場以前から存在していた欧米のポピュラー音楽の一種を指す用語である。グラミー賞で1992年に創設された「最優秀トラディショナル・ポップ・ボーカル・アルバム賞」に由来する用語とされる。
当時の人気作品で、その後音楽愛好家や演奏家に長く親しまれている曲はスタンダード・ナンバーまたは単にスタンダードと言われる。

## 概要
トラディショナル・ポップの中で人気があり、長期間親しまれている曲は、ポップ・スタンダードまたはアメリカン・スタンダードとしても知られている。こういった、ソングライターや作曲家の作品は通常、「グレイト・アメリカン・ソングブック」として知られる名作の一部を構成すると見なされている。もっとも一般的にいえば、「スタンダード」という用語は、メインストリームの中で非常に広く知られるようになった流行歌に適用される用語である。スタンダード・ミュージックは、一般的に1940年代半ばから1950年代半ばの間に存在したと見なされている。オールミュージックはトラディショナル・ポップを「ビッグバンド時代の後でロックンロール時代の前」と定義している。
なお、音楽界の最高峰の賞であるとされるグラミー賞においては、1959年の創設当初より最優秀男性および女性ポップ・ボーカル・パフォーマンス賞という部門があったが、2011年に廃止された。そのため、以降は1992年に創設された「最優秀トラディショナル・ポップ・ボーカル・アルバム賞」が実質的にこれに相当する。トラディショナル・ポップ (Traditional Pop) という用語はその際に生まれた。

## 歴史
スタンダード・ポップスには、戦前から1950年代ごろまでにブロードウェイやティン・パン・アレー、ハリウッドのミュージカルや映画音楽などで活躍したアーヴィング・バーリン、ジョージ・ガーシュウィン、フレデリック・ロウ、ヴィクター・ハーバート、ハリー・ウォーレン、ハロルド・アーレン、ジェローム・カーン、リチャード・ロジャース、ロレンツ・ハート、オスカー・ハマースタイン、ジョニー・マーサー、ホーギー・カーマイケル、コール・ポーター その他の作曲家の作品が含まれる。
戦前、戦後のエンターテイナー的な歌手には、ビング・クロスビー、フランク・シナトラ、ディーン・マーティン、サミー・デイヴィス・ジュニア、トニー・ベネット、ナット・キング・コール、ドリス・デイ、ローズマリー・クルーニー、ダイナ・ショア、ジョー・スタッフォード、ペリー・コモ、ペギー・リー、ヴィック・ダモン、パティ・ペイジ ら多くのエンターテイナー的な歌手がいた。戦前のポピュラー音楽に、2つの革新的な音楽的要素が加わった。それは弦楽器セクションやオーケストラの手法による編曲、およびボーカルのパフォーマンスの強調であった。華麗な弦楽合奏が追加されているのが、1940年代と1950年代を通じたポピュラー音楽の多くで聞くことができる。1950年代初頭、スウィング・ミュージックが支配的となったことが伝統的なポップミュージックの時代へと移る契機になったため、スウィング・バンドで活躍していた多くの歌手は一層人気を博すことになった。
1950年代後半、チャック・ベリーやエルヴィス・プレスリーが登場し、ロックンロールが人気を得るようになった。しかし、スウィング・ジャズ時代や伝統的ポピュラー音楽の時代の人気歌手、フランク・シナトラ、ビング・クロスビー らは人気を保っていた。こうした歌手の一部は、伝統的なポピュラー音楽と同じように衰退したが、多くの歌手は1960年代のジャズ・ボーカルやスウィング、ビッグバンドの復興活動に関わるようになった。1960年代のスウィング・ミュージックは、イージーリスニングと呼ばれることもあり、本質的にはスウィング時代に人気があった「甘い」音色を持つバンドの人気の復活であったが、歌手の存在により重きが置かれていた。スウィング時代のときのように、グレイト・アメリカン・ソングブックに由来する多くの歌を特徴とした。この種の音楽の多くは、ネルソン・リドル・オーケストラと、ローズマリー・クルーニーやディーン・マーティンのようなテレビで人気の歌手、そして音楽番組『Your Hit Parade』の出演者により、ポピュラーなものになっていった。
ポップ・スタンダードで成功し有名になったのは、ジャズ・ボーカルやポップ・シンガーたちだった。ビング・クロスビー、エラ・フィッツジェラルド、ビリー・ホリデイ、フランク・シナトラ、ドリス・デイ、ディーン・マーティン、フランキー・レイン、ナット・キング・コール（当初、ジャズ・ピアニストとして知られていた）、リナ・ホーン、トニー・ベネット、ヴィック・ダモーン、ジョニー・マティス、ボビー・ダーリン、バーブラ・ストライサンド、ペギー・リー、サミー・デイヴィス・ジュニア、アンディ・ウィリアムス、ナンシー・ウィルソン、ジャック・ジョーンズ、スティーヴ・ローレンス、ライザ・ミネリ、クレオ・レーン。
1960年代半ばに「酒とバラの日々」や「ムーン・リバー」などの曲がヒットし、10代の若者と大人の両方に人気があった。また、1959年から1960年にかけてヒットしたジョニー・ホートンによる「The Battle Of New Orleans (in 1814)」と「North To Alaska」は、大人よりも10代の若者の方にはるかに人気があった。このようにして、伝統的スタイルの流行歌は大衆音楽市場から完全に消え去るということがなかった。これらの歌手の多くは、この時期、ジャズ・ボーカルや1960年代のスウィング・ミュージックに加えて、フランク・シナトラやナット・キング・コールがやったように「あまりスウィングしない」すなわちジャズのリズムにほとんど依拠しない伝統的なポップ・ボーカルにも関わるようになった。
1960年代におけるベビーブーム世代と年配のアメリカ人の世代との間での考え方の相違は、最初の頃、ラジオ音楽において表面化した。ロックがラジオでは最新のヒット（トップ40）を独占していたのに対して、伝統的なポップスはミドル・オブ・ザ・ロード（MOR）の基礎を形成した。21世紀のラジオの番組構成では、1950年代と1960年代のトップ40ヒットは、オールディーズ専門のラジオ局で放送される一方、伝統的なポップスのヒット曲は一部の例外を除けば大人向けの番組や専門のラジオ局で放送される。しかし両方のラジオ番組とも人気が薄れつつある。それは人々が高齢化した結果、それぞれ大衆音楽の古典となったスタンダード曲やゴールドディスクに認定されるようなアダルト・コンテンポラリーの曲の方をより好むようになってきているからである。
1950年代後半にロックンロールの人気が高まるにつれて、ベビーブーム世代の若者たちは伝統的なポップスの多くを両親たち世代の古くさい音楽とみなして相手にしなくなった。フランク・シナトラやディーン・マーティンらと同時代の歌手たちが歌った古色蒼然とみなされた伝統的ポップスの地位は低下し、1960年代から1970年代にかけてラスベガスでのショウや、テレビへの出演がメインとなった。しかしながらテレビではなおも大変な人気を維持しており、また、ラスベガスのクラブの舞台やバックグラウンド・ミュージックでも人気があった。フランク・シナトラは、それでも1960年代後半までにわたって多数のシングルやアルバムを発表し続けた。1950年代後半あたり、ナッシュビルのカントリー音楽の世界においては、伝統的でポップなサウンドに大きく依存していたため、ミュージック・ロウはロックンロールの影響がカントリーのジャンルに及ぶのを抑えようとした。ブリティッシュ・インヴェイジョンの影響や、ナッシュビルの偉大なカントリー・スター2人（パッツィー・クラインとジム・リーヴス）の飛行機事故死も影響した。1970年代前半にはベット・ミドラーやポインター・シスターズが当時古き良き世代の大衆音楽とみなされた曲のカバーを発売し、話題になった。

## 1980年代以降
1983年にロック世代の人気女性歌手リンダ・ロンシュタット が音楽性の方針を転換した。ロンシュタットは今や伝説的な存在となった編曲者兼指揮者のネルソン・リドルと協同して、1940年代から1950年代のスタンダードを扱ったアルバム『ホワッツ・ニュー』を発表し成功した。ビルボード・ポップチャートで第3位に入り、グラミー賞を獲得したので、それが契機となったロンシュタットはリドルと協力してさらに2枚のアルバム（1984年発表の『ラッシュ・ライフ』と1986年発表の『フォー・センティメンタル・リーズンズ』）に取り組んだ。この一連の企画は商業的に成功し、3枚のアルバムすべてがヒットして、世界各地での演奏会も成功した。リドルはその間にさらにグラミー賞をいくつか受賞した。ロックの人気歌手リンダ・ロンシュタットが古き良きあるいは古くさいとみなされていたスタンダード曲を歌って成功したことが、当時のロック愛好家世代にスウィング以前およびスウィング時代の音楽スタイルに関心を向けさせた。それ以来、ロックやポップのスターたちが、伝統的なポピュラー音楽のレコード製作でたびたび成功を収めている。有名なアルバムとしてはウィリー・ネルソンの『スターダスト』、チャカ・カーンの『あの頃のジャズ (Echoes of an Era)』、カーリー・サイモンの『トーチ』などがある。
1980年代には、さらにチャカ・カーンやカーリー・サイモンも、スタンダード曲を録音したアルバムを発売した。1990年代以降には、ポップ・スターや音楽家の一部が、ロック楽曲を使用する一方、一時代前に活躍した演奏家の精神を取り入れて編曲や作曲を行なった。その一例としては、歌手マイケル・ブーブレが伝統的なポップス調の編曲で歌った、ビートルズのブルース進行のヒット曲「キャント・バイ・ミー・ラヴ」の解釈がある。
1990年代にアメリカ合衆国でラウンジ・カルチャーが登場したことで、ロックンロールの時代以前のポピュラー音楽のスタイルや、演奏法に対する復活と関心が高まった。ハリー・コニック・ジュニア、リンダ・ロンシュタット、マイケル・ブーブレ、ダイアナ・クラール、ステイシー・ケント、ジョン・ピザレリなどのクラシック・ポップやイージーリスニング・スウィングのスタイルだけでなく、コンテンポラリー・ミュージックのアーティストも、これに取り組んでいる。

## 主な音楽家
以下の区分名は日本の音楽業界の慣例にしたがった。
男性ボーカル
- ルイ・アームストロング
- フレッド・アステア
- ジーン・オースティン
- トニー・ベネット
- アンドレア・ボチェッリ
- パット・ブーン
- マイケル・ブーブレ
- ホーギー・カーマイケル
- レイ・チャールズ[22]
- ドン・チェリー（英語版）
- モーリス・シュバリエ
- ナット・キング・コール[9]
- ペリー・コモ[7]
- ハリー・コニック・ジュニア
- サム・クック[23]
- ビング・クロスビー[7]
- ヴィック・ダモーン
- ボビー・ダーリン
- サミー・デイヴィスJr.
- マット・デニス
- ビリー・エクスタイン
- エディ・フィッシャー
- ジョニー・ハートマン
- エンゲルベルト・フンパーディンク
- ヒュー・ジャックマン
- アル・ジョルソン
- ジャック・ジョーンズ
- マリオ・ランザ
- スティーヴ・ローレンス
- バリー・マニロウ
- ディーン・マーティン
- アル・マルティーノ
- ジョニー・マティス[10]
- ガイ・ミッチェル
- マット・モンロー
- ヴォーン・モンロー[7]
- ウィリー・ネルソン
- コール・ポーター
- ジョニー・レイ[24]
- ジミー・ロジャーズ
- フランク・シナトラ[9]
- ロッド・スチュアート
- メル・トーメ
- アンディ・ウィリアムス

女性ボーカル
- ジュリー・アンドリュース
- アン・バートン
- ジョセフィン・ベイカー
- シャーリー・バッシー
- テレサ・ブリュワー
- ヴィッキー・カー
- ローズマリー・クルーニー
- ナタリー・コール
- ドリス・デイ[7]
- マレーネ・ディートリッヒ
- エラ・フィッツジェラルド
- コニー・フランシス
- コニー・スティーヴンス
- ジュディ・ガーランド
- イーディ・ゴーメ
- ビリー・ホリデイ
- ダリダ
- サリナ・ジョーンズ
- キティ・カレン（英語版）
- アーサ・キット
- ドロシー・ラムーア
- ガートルード・ローレンス
- ペギー・リー[7]
- ジュリー・ロンドン
- ヴェラ・リン
- ミレーユ・マチュー
- エセル・マーマン
- ヘレン・メリル
- ベット・ミドラー
- ライザ・ミネリ
- カルメン・ミランダ
- パティ・ペイジ
- エディット・ピアフ
- デビー・レイノルズ
- リタ・ライス
- ダイナ・ショア[7]
- ダイナ・ワシントン
- ナンシー・シナトラ
- ジョー・スタッフォード
- ケイ・スター[24]
- ゲイル・ストーム
- バーブラ・ストライサンド
- サラ・ヴォーン
- リー・ワイリー
- ナンシー・ウィルソン (ジャズ歌手)

ボーカル・グループ
- エイムス・ブラザーズ
- クルー・カッツ (The Crew-Cuts)
- フラミンゴス
- フォア・エイセス
- フォー・フレッシュメン
- フォア・ラッズ
- ハイ・ローズ（アメリカ）
- インク・スポッツ[7]
- レターメン
- フランキー・ライモン&ザ・ティーンエイジャーズ
- ミルス・ブラザーズ[7]
- ライチャス・ブラザーズ[25]
- ヴォーグス

- アンドリュース・シスターズ[7]
- コーデッツ
- キング・シスターズ[7]
- マクガイア・シスターズ
- ポインター・シスターズ

- ブラウンズ[26]
- フリートウッズ
- アニタ・カー・シンガーズ
- レイ・コニフ・シンガーズ
- シンガーズ・アンリミテッド

## ラジオ番組
- ザ・スタンダード（ラジオ日本） - 伊藤つとむがパーソナリティーの、保守的・商業主義的なプログラム。

## 書籍
- 『ポピュラー・スター事典 (英題 "Who's Who in Popular Music")』 岡部柚子編 （発行元：水星社、発行：音楽之友社、1976）